# Diecezja bańskobystrzycka

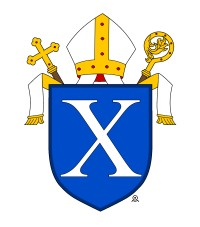
herb diecezji

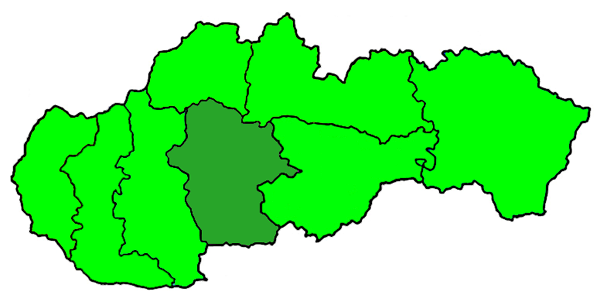
Diecezja bańskobystrzycka (zaznaczona na ciemno zielono

Diecezja bańskobystrzycka (łac. Dioecesis Neosoliensis, słow. Banskobystrická rímskokatolícka diecéza) – katolicka diecezja słowacka położona w centralnej części kraju. Siedziba biskupa znajduje się w katedrze św. Franciszka Ksawerego w Bańskiej Bystrzycy.

## Historia
Biskupstwo zostało założone 13 marca 1776 r. z inicjatywy cesarzowej Marii Teresy, która uznała, że archidiecezja ostrzyhomska jest zbyt rozległa pod względem terytorium. W latach 1776 – 1977 było sufraganią metropolii ostrzyhomskiej, a następnie bratysławskiej.

## Główne świątynie
- Katedra: Katedra św. Franciszka Ksawerego w Bańskiej Bystrzycy
- Bazylika mniejsza: Bazylika Narodzenia NMP w Starych Horach

## Biskupi
- biskup diecezjalny – bp Marián Chovanec

## Podział administracyjny
Diecezja bańskobystrzycka składa się z 16 dekanatów:
- Banská Bystrica
- Banská Štiavnica
- Bojnice
- Detva,
- Hontianske Nemce
- Levice
- Martin
- Nitrianske Rudno
- Nová Baňa
- Partizánske
- Prievidza
- Slovenská Ľupča
- Šahy
- Veľký Krtíš
- Zvolen
- Žiar nad Hronom

## Patroni
- św. Franciszek Ksawery – misjonarz jezuicki na Dalekim Wschodzie.